# William P. Taylor
William Penn Taylor (* 1791 in Fredericksburg, Virginia; † 1863 im Caroline County, Virginia) war ein US-amerikanischer Politiker. Zwischen 1833 und 1835 vertrat er den Bundesstaat Virginia im US-Repräsentantenhaus.

## Werdegang
William Taylor erhielt eine eingeschränkte Schulausbildung. Während des Britisch-Amerikanischen Krieges diente er in der Staatsmiliz. Er bekleidete in seiner Heimat einige lokale Ämter. Im Jahr 1824 erbte er die Plantage Hayfield Manor nahe Port Royal, die er mit Hilfe von zeitweise bis zu 80 Sklaven bewirtschaftete. Dort empfing er prominente Gäste, darunter auch den späteren US-Präsidenten Franklin Pierce. In den 1820er Jahren schloss er sich der Opposition zum späteren Präsidenten Andrew Jackson an und wurde Mitglied der kurzlebigen National Republican Party.
Bei den Kongresswahlen des Jahres 1832 wurde Taylor im neunten Wahlbezirk von Virginia in das US-Repräsentantenhaus in Washington, D.C. gewählt, wo er am 4. März 1833 die Nachfolge von Andrew Stevenson antrat. Bis zum 3. März 1835 konnte er nur eine Legislaturperiode im Kongress absolvieren. Seit dem Amtsantritt von Präsident Jackson im Jahr 1829 wurde innerhalb und außerhalb des Kongresses heftig über dessen Politik diskutiert. Dabei ging es um die umstrittene Durchsetzung des Indian Removal Act, den Konflikt mit dem Staat South Carolina, der in der Nullifikationskrise gipfelte, und die Bankenpolitik des Präsidenten.
Nach dem Ende seiner Zeit im US-Repräsentantenhaus lebte William Taylor wieder auf seinem Anwesen Hayfield Manor, wo er im Jahr 1863 starb.